# آب‌انبار شاه میرزا
آب‌انبار شاه میرزا، آب‌انباری است مربوط به دوره قاجار که که در روستای بیدسکان از توابع دهستان باغستان بخش مرکزی شهرستان فردوس واقع شده‌است. این اثر در تاریخ ۶ اسفند ۱۳۸۵ با شمارهٔ ثبت ۱۷۴۳۴ به‌عنوان یکی از آثار ملی ایران به ثبت رسیده است.